# آنتونی رسلر
آنتونی رسلر (انگلیسی: Tony Ressler؛ زادهٔ ۱۶ ژوئیهٔ ۱۹۵۹) کارآفرین، بازرگان، سرمایه‌گذار، نیکوکار و مدیر ارشد اجرایی آمریکایی است، که در سال ۱۹۹۰ با مشارکت لئون بلک، جاشوا هریس و مارک روان شرکت مدیریت آپولو را تأسیس نمود.